# Gamay teinturier de Chaudenay

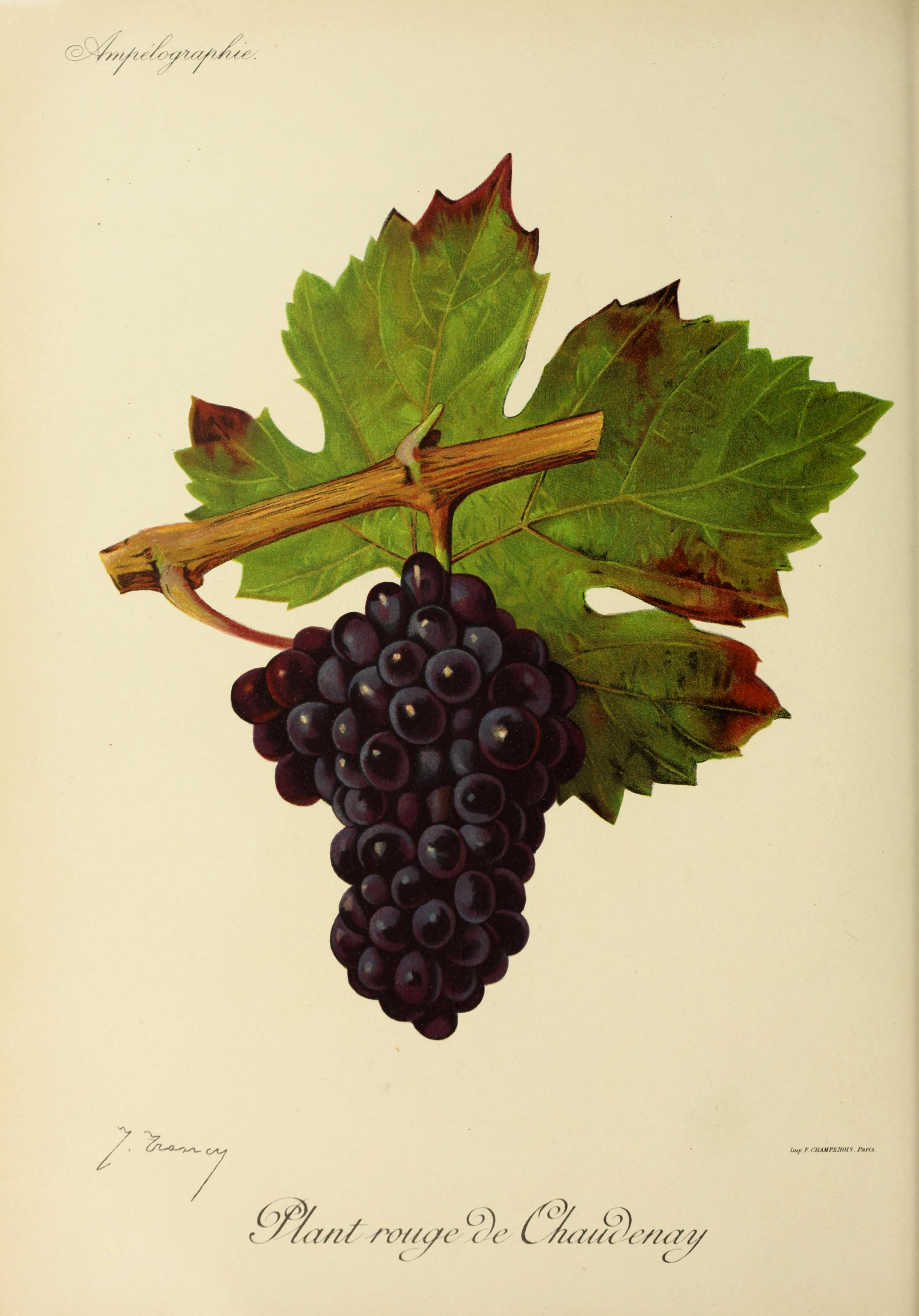
Plant rouge de Chaudenay (synonyme) par Jules Troncy dans l'"Ampélographie : traité général de viticulture" de P. Viala & V. Vermorel.

Le gamay de Chaudenay N ou gamay teinturier de Chaudenay est un cépage issu d'une mutation du gamay de Bouze.
On le retrouve essentiellement dans le Val de Loire associé à d'autres cépages.

## Synonymes
Faerbertraube, Gamay Chaudenay, Gamay De Chaudenay, Gamay Six Pieces, Gamay Teinturier, Gros Mourot, Plant Gris, Plant Rouge De Chaudenay, Teinturier De Chaudenay.